# Классификация пород собак
Первые одомашненные собаки, скорее всего, были и сторожами, и помощниками на охоте. Впоследствии сложилось деление собак на группы в зависимости от их хозяйственного назначения. Первыми появились пастушьи, охотничьи и сторожевые собаки, позднее — декоративные собаки, от которых не требовали никакой службы, только радовать глаз хозяина. Такая классификация пород собак является в значительной степени условной. С развитием человеческого общества область применения некоторых пород собак радикально изменилась. В наибольшей степени это относится пастушьим и к охотничьим собакам. Первые, в частности первоначально выведенные для пастьбы овец овчарки и родственные им породы, благодаря своему исключительному интеллекту, работоспособности, желанию сотрудничать с человеком и физической выносливости, стали очень популярны в кинологических видах спорта. Многие из них нашли применение на службе в полиции, в социальной сфере (собаки-поводыри, канистерапевты и т. п.). Многие изначально охотничьи и подружейные породы, в связи с запретом или ограничением охоты во многих странах, а также снижением для человека необходимости охотиться, чтобы добывать пищу, переквалифицировались в собак-компаньонов.
В основном породы сгруппированы по типологическому признаку или по области их применения, например комнатно-декоративные или подружейные собаки. Кинологические организации признают разное количество пород, различается и число групп.

## Основы систематики пород собак
Единого подхода к классификации, или систематике, пород собак не существует. Кинологические организации формируют свою классификацию исходя из структуры поголовья и сложившегося использования пород на своей территории. Чаще других в основу систематики ставится происхождение пород или их использование (назначение). 
Во всех организациях породы делятся на группы, обычно 7-10 групп, в зависимости от специфики классификации. Во время судейства на выставках собак эксперты чаще всего специализируются на породах одной или нескольких групп.

## Международная кинологическая федерация
Международная кинологическая федерация (FCI в принятом международном написании, которое также в ходу в  России) различает 10 групп пород. Такая классификация принята во всех странах, чьи кинологические федерации являются членами МКФ, в том числе в Российской Кинологической Федерации. Однако, во многих странах существуют национальные породы, непризнанные МКФ, но имеющие право принимать участие в племенной деятельности и выставках внутри национальной кинологической организации. Например,  Английский кеннел-клуб, Американский клуб собаководства и Канадский клуб собаководства, которые даже не являются членами FCI.
1. Пастушьи и скотогонные собаки, кроме швейцарских скотогонных собак
2. Пинчеры и шнауцеры — догообразные и швейцарские горные скотогонные собаки
3. Терьеры
4. Таксы
5. Шпицы и примитивные типы собак
6. Гончие, гончие по кровяному следу и родственные породы
7. Легавые собаки
8. Ретриверы, спаниели, водяные собаки
9. Собаки-компаньоны, декоративные собаки
10. Борзые

## Английский клуб собаководства
Английский клуб собаководства (Кеннел-клуб) определяет 7 групп собак:
1. Охотничьи (гончие, борзые)
2. Подружейные
3. Терьеры
4. Пользовательные породы
5. Служебные породы
6. Комнатно-декоративные
7. Пастушьи

## Американский клуб собаководства
Американский клуб собаководства различает следующие 7 групп:
1. Охотничьи (подружейные)
2. Охотничьи (гончие, борзые)
3. Служебные породы
4. Терьеры
5. Комнатно-декоративные
6. Неохотничьи породы
7. Пастушьи